# Der König der Kindsköpfe
Der König der Kindsköpfe ist eine deutsche Spielshow, die seit 2020 auf RTL ausgestrahlt wird. In der Sendung treten drei sogenannte „Kindsköpfe“, Comedians oder Moderatoren von RTL, gegeneinander an.
In Staffel 1 waren dies die Comedians Mario Barth, Chris Tall und Oliver Pocher. In Staffel 2 traten erneut Oliver Pocher sowie Guido Cantz und Martin Rütter an.

## Spielablauf und Konzept
In jeweils einer Folge duellieren sich zwei der drei „Kindsköpfe“ in verschiedenen Spielen. Der dritte wird zum Moderator. Nach drei Folgen, also nachdem sich jeder mit jedem einmal duelliert hat, steht das Finale, an dem alle drei „Kindsköpfe“ teilnehmen, an. Das Finale kann deshalb nicht von einem der „Kindsköpfe“ moderiert werden, in Staffel 1 trat Laura Wontorra an diese Position, in Staffel 2 Elmar Paulke, der bereits von Beginn an auch als Kommentator tätig war. Der Gewinner wird zum „König der Kindsköpfe“ gekrönt und darf die RTL-Neujahrsansprache für das kommende Jahr halten. Das Grundkonzept mit den wechselnden Moderatoren ähnelt dem von Denn sie wissen nicht, was passiert.

## Produktion
Die erste Staffel wurde im Dezember 2020 live ausgestrahlt; die zweite Staffel hingegen wurde von Ende März bis Anfang April 2022 aufgezeichnet und vom 28. Juni bis zum 19. Juli 2022 dienstags um 20:15 Uhr ausgestrahlt. Als Produktionsort dient das Studio Köln-Mülheim. Staffel 1 wurde von Constantin Entertainment produziert, Staffel 2 von Banijay Productions.

## Episoden

### Staffel 1
| Folge | Datum             | Moderator      | „Kindsköpfe“  |
| ----- | ----------------- | -------------- | ------------- |
| 1     | 1. Dezember 2020  | Oliver Pocher  | Mario Barth   |
| 1     | 1. Dezember 2020  | Oliver Pocher  | Chris Tall    |
| 2     | 8. Dezember 2020  | Mario Barth    | Oliver Pocher |
| 2     | 8. Dezember 2020  | Mario Barth    | Chris Tall    |
| 3     | 15. Dezember 2020 | Chris Tall     | Mario Barth   |
| 3     | 15. Dezember 2020 | Chris Tall     | Oliver Pocher |
| 4     | 22. Dezember 2020 | Laura Wontorra | Oliver Pocher |
| 4     | 22. Dezember 2020 | Laura Wontorra | Mario Barth   |
| 4     | 22. Dezember 2020 | Laura Wontorra | Chris Tall    |

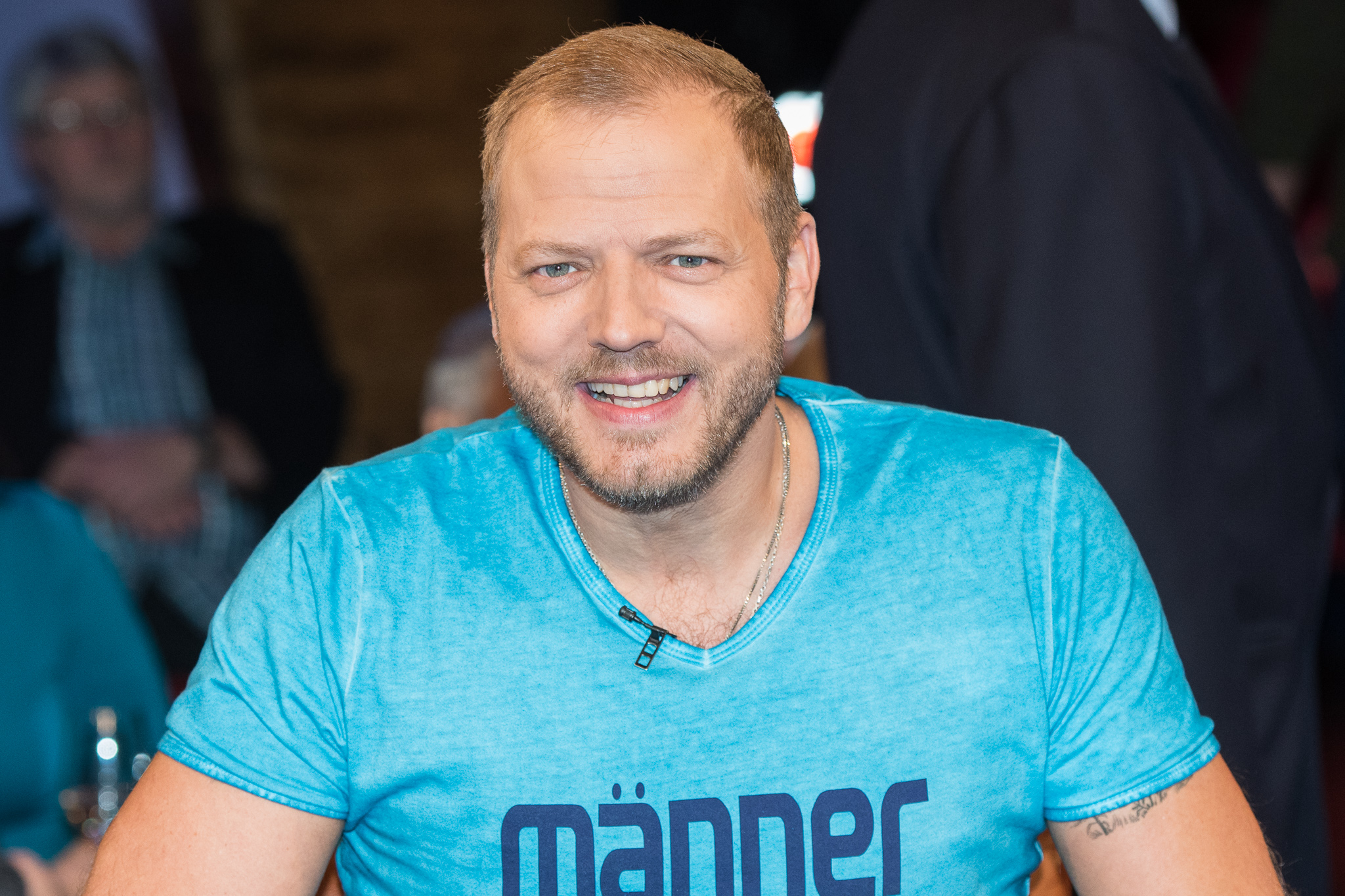
Mario Barth
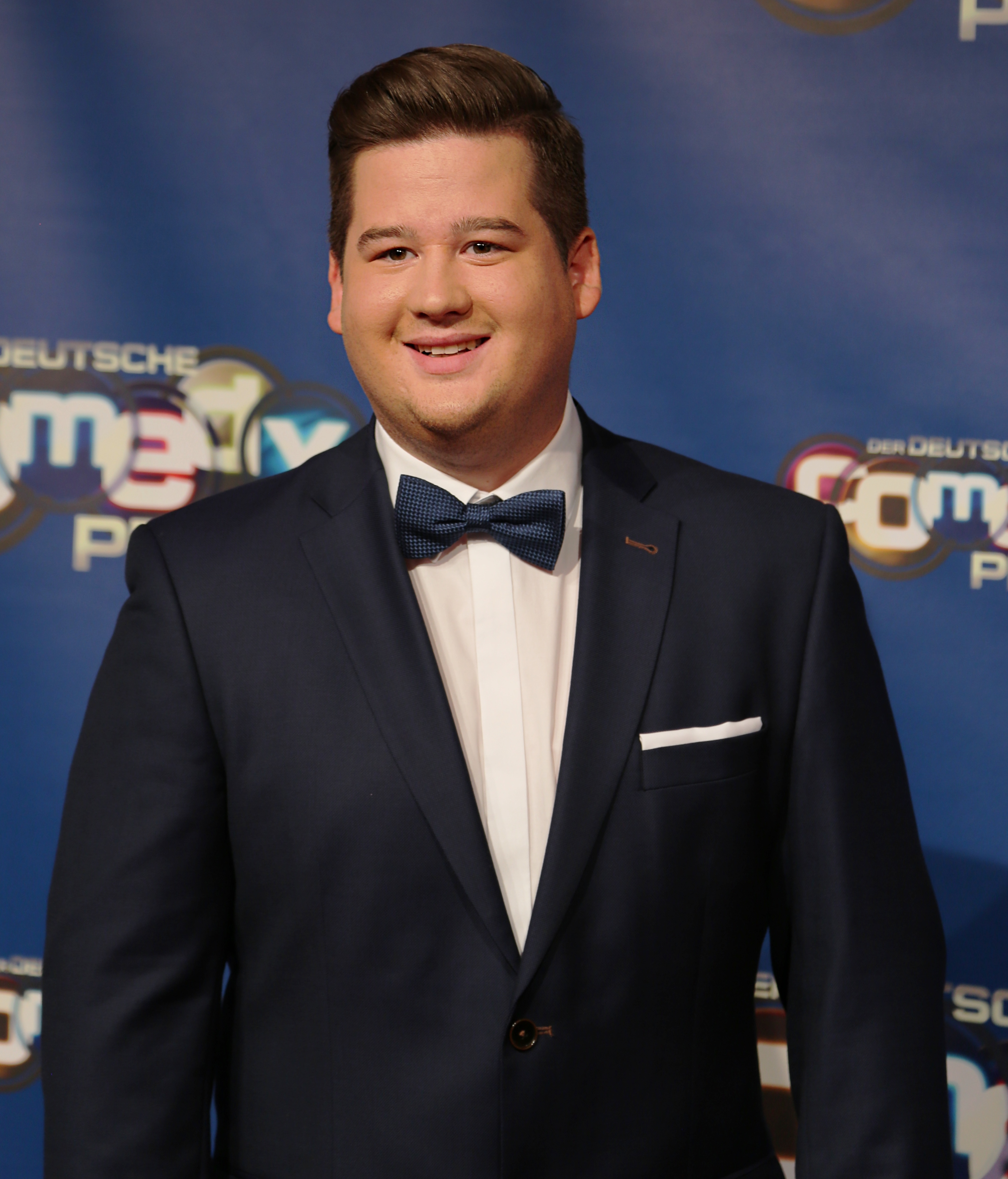
Chris Tall
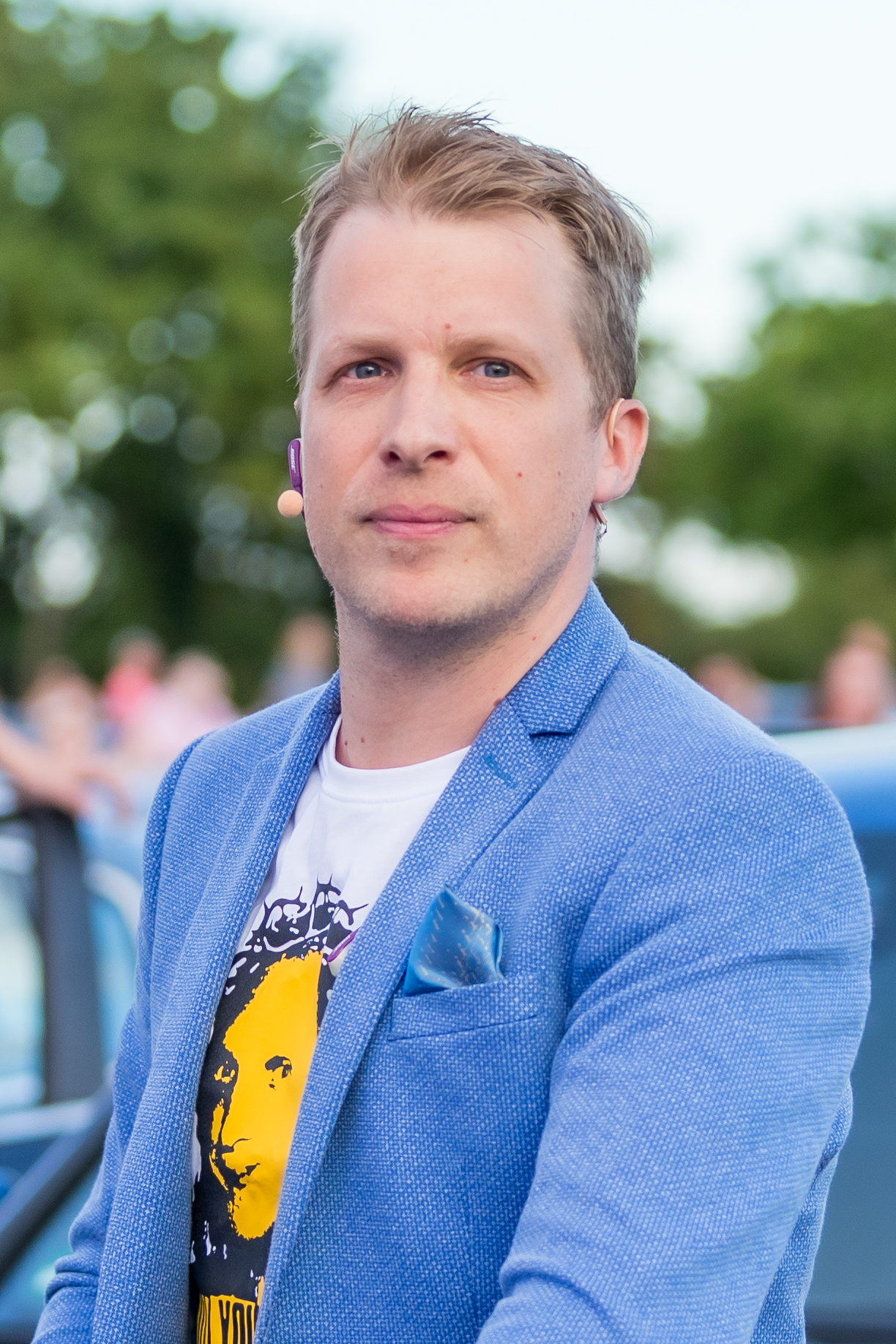
Oliver Pocher
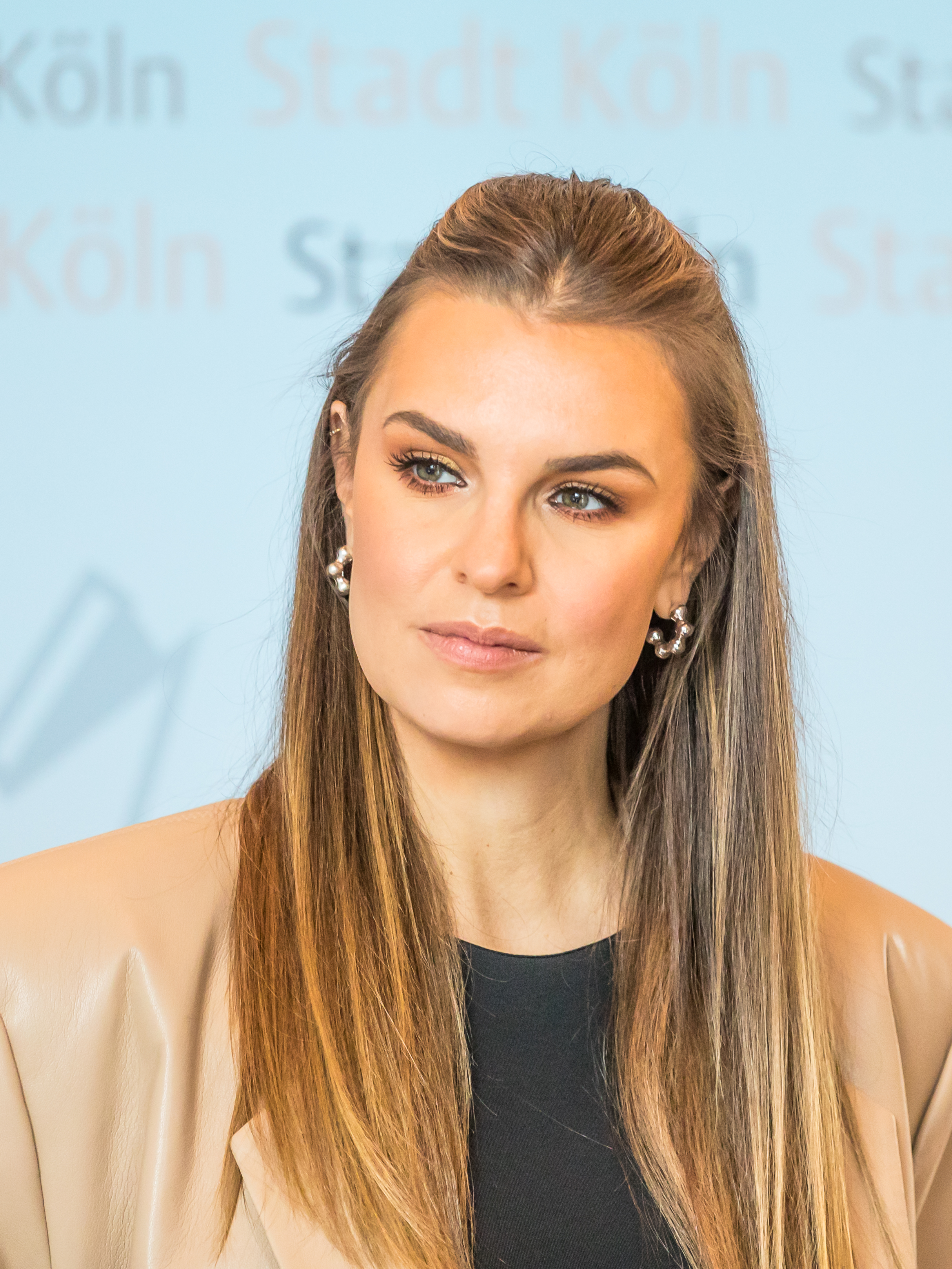
Laura Wontorra (Moderation im Finale)
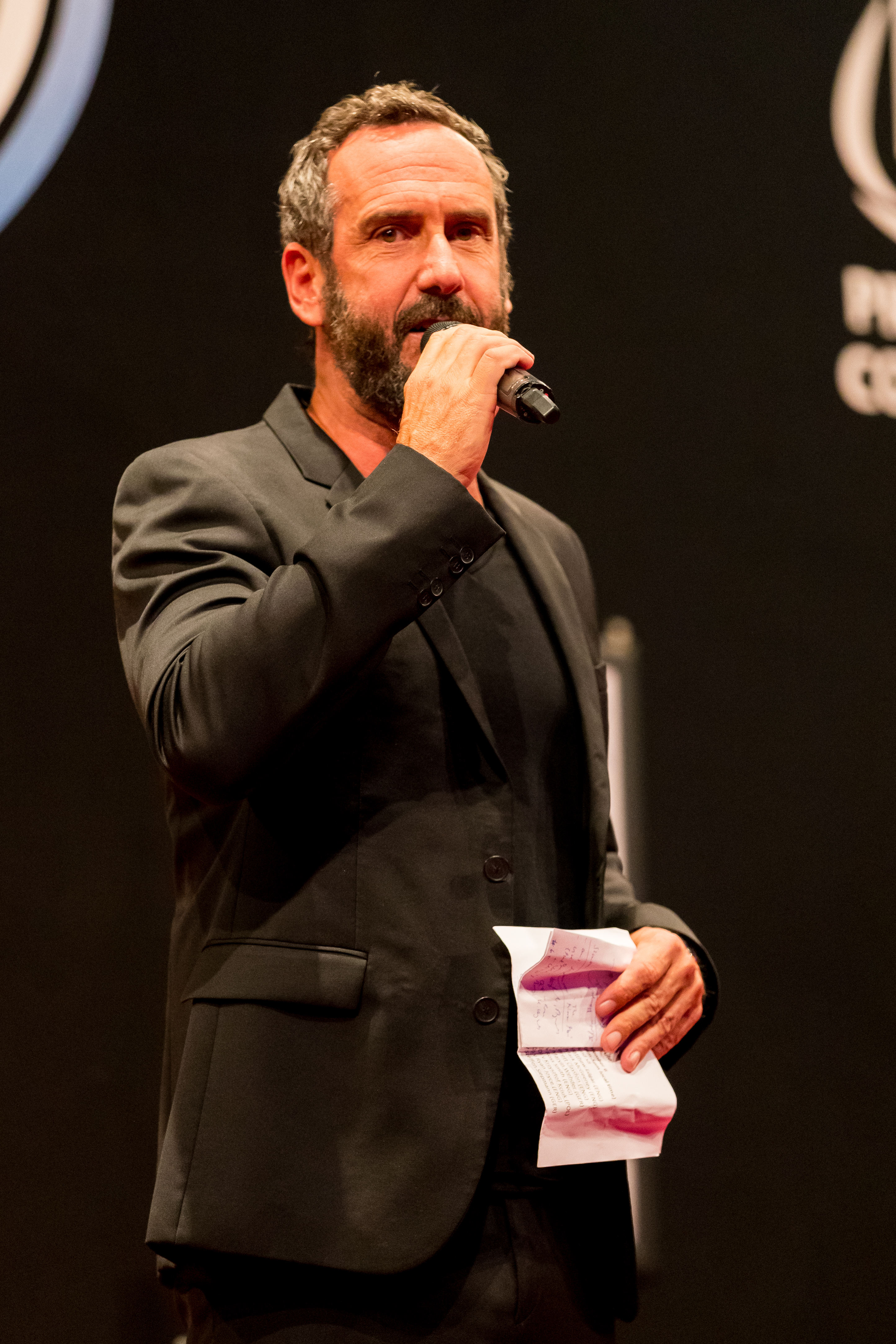
Elmar Paulke (Kommentar)

### Staffel 2
| Folge | Datum         | Moderator     | „Kindsköpfe“  |
| ----- | ------------- | ------------- | ------------- |
| 1     | 28. Juni 2022 | Oliver Pocher | Guido Cantz   |
| 1     | 28. Juni 2022 | Oliver Pocher | Martin Rütter |
| 2     | 5. Juli 2022  | Martin Rütter | Oliver Pocher |
| 2     | 5. Juli 2022  | Martin Rütter | Guido Cantz   |
| 3     | 12. Juli 2022 | Guido Cantz   | Martin Rütter |
| 3     | 12. Juli 2022 | Guido Cantz   | Oliver Pocher |
| 4     | 19. Juli 2022 | Elmar Paulke  | Oliver Pocher |
| 4     | 19. Juli 2022 | Elmar Paulke  | Guido Cantz   |
| 4     | 19. Juli 2022 | Elmar Paulke  | Martin Rütter |

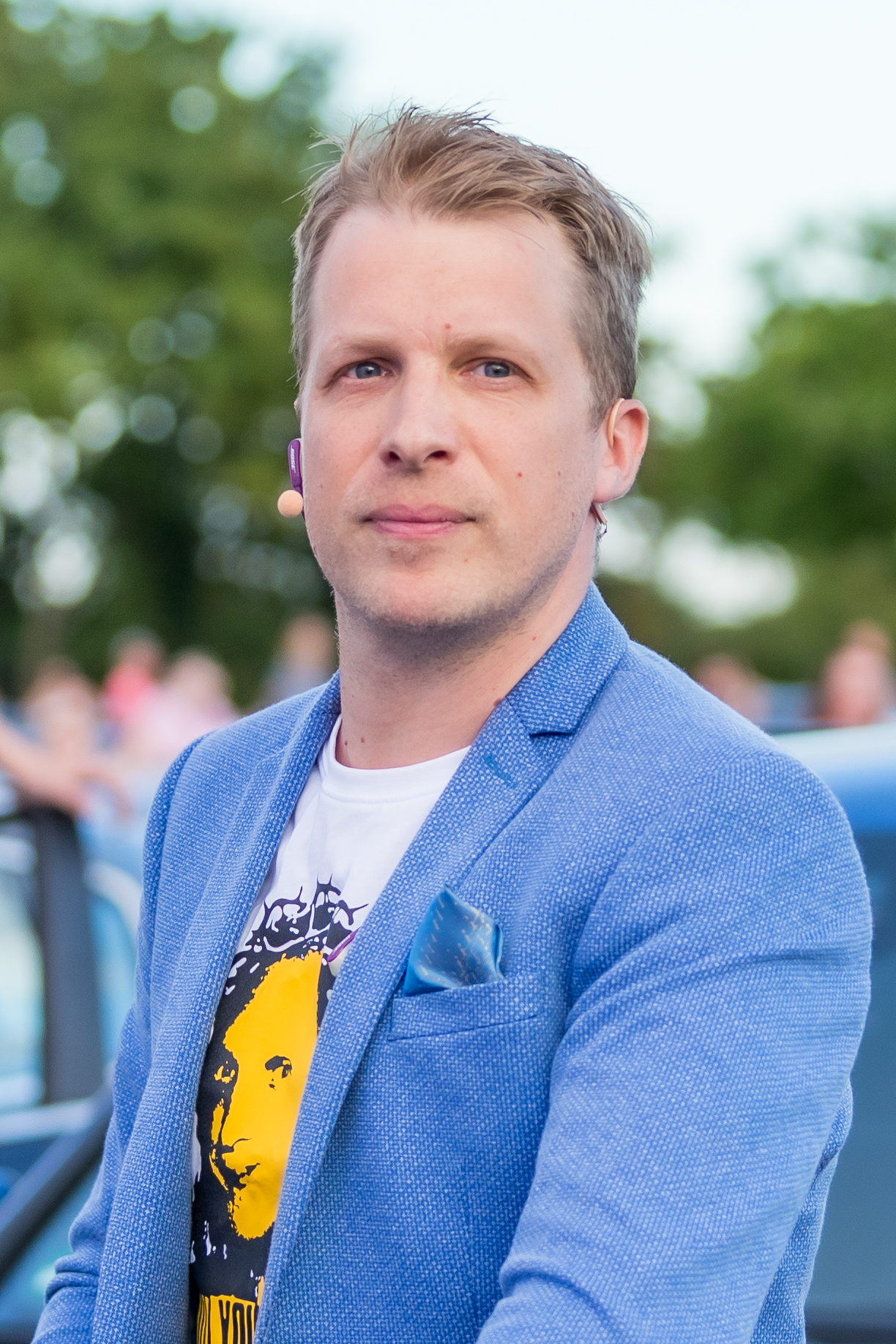
Oliver Pocher
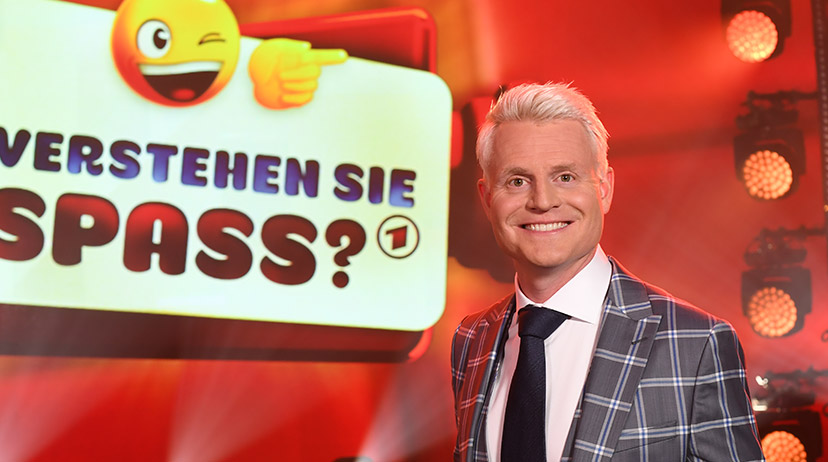
Guido Cantz
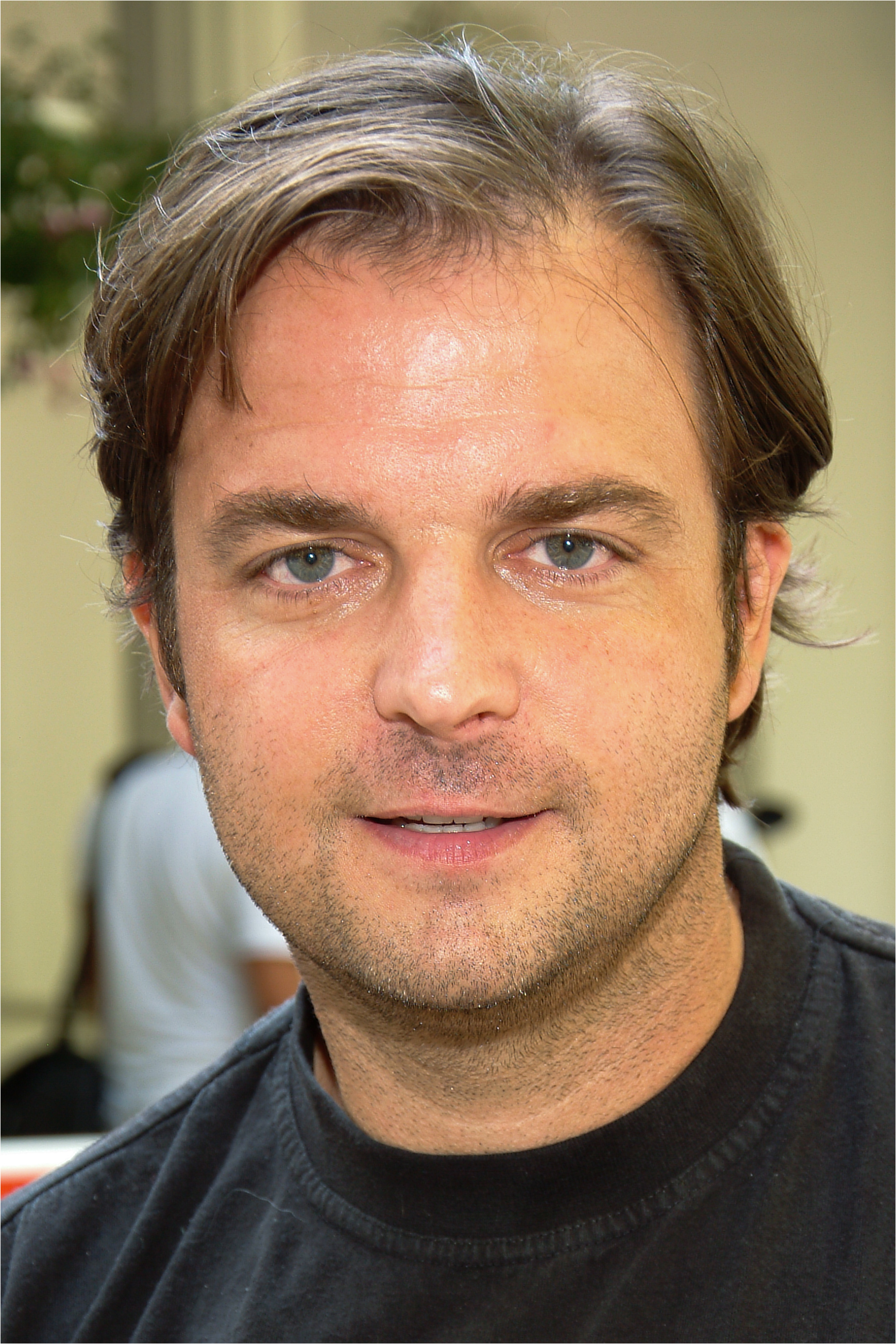
Martin Rütter
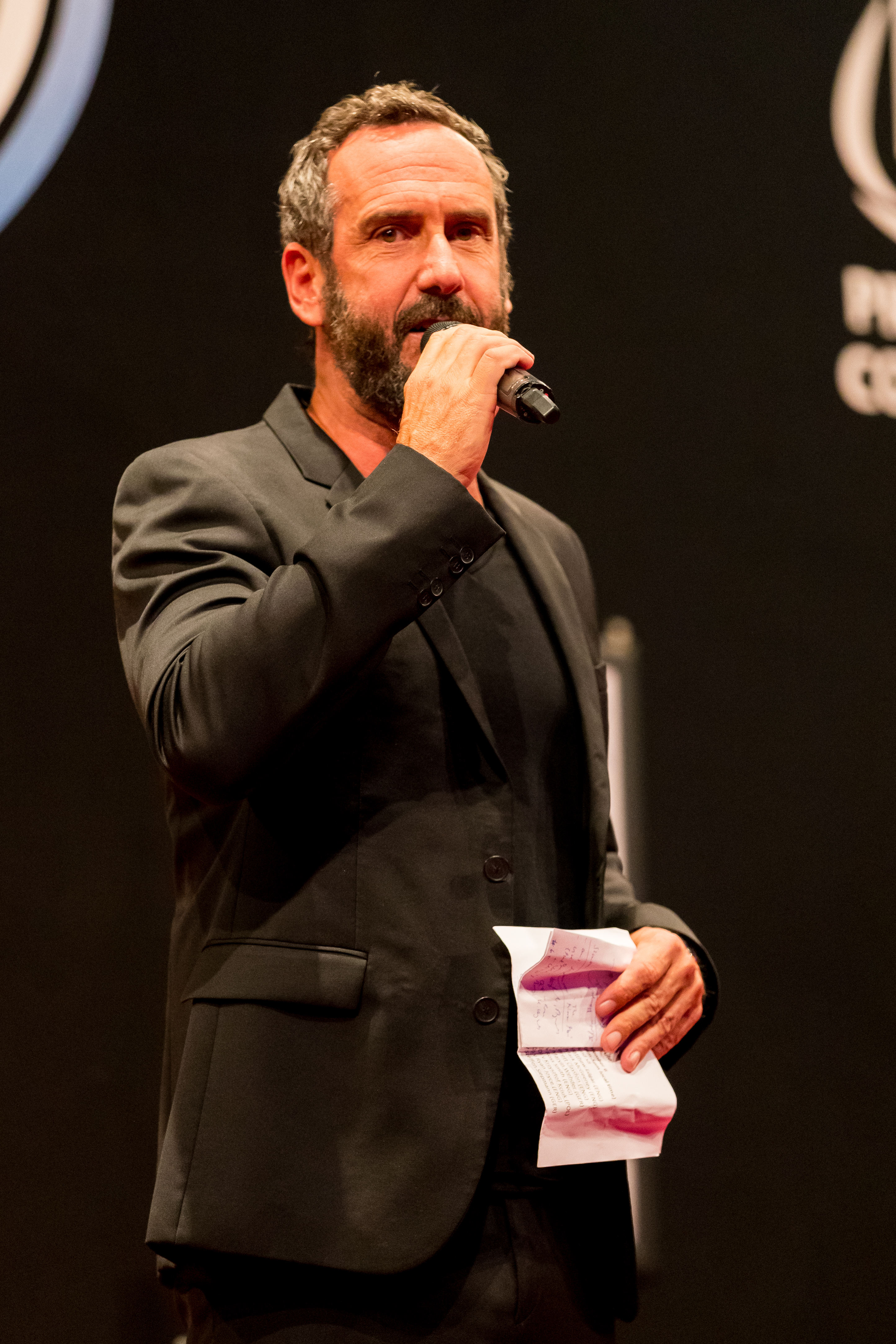
Elmar Paulke (Kommentar, Moderation im Finale)

Legende
orange = Sieger in jeweiliger Folge
fett = Staffelsieger
Anmerkungen
1. 1 2  Finale
2. ↑  mit wechselnden Spielpaten

## Einschaltquoten

### Staffel 1
| Ausgabe | Datum         | Zuschauer | Zuschauer       | Marktanteil | Marktanteil     | Quelle       |
| Ausgabe | Datum         | Gesamt    | 14 bis 49 Jahre | Gesamt      | 14 bis 49 Jahre | Quelle       |
| ------- | ------------- | --------- | --------------- | ----------- | --------------- | ------------ |
| 1       | 1. Dez. 2020  | 1,61 Mio. | 0,86 Mio.       | 6,5 %       | 12,6 %          | [ 3 ] [ 4 ]  |
| 2       | 8. Dez. 2020  | 1,73 Mio. | 0,91 Mio.       | 7,2 %       | 14,1 %          | [ 5 ] [ 6 ]  |
| 3       | 15. Dez. 2020 | 1,70 Mio. | 0,96 Mio.       | 7,0 %       | 14,1 %          | [ 7 ] [ 8 ]  |
| 4       | 22. Dez. 2020 | 1,81 Mio. | 1,02 Mio.       | 7,1 %       | 14,2 %          | [ 9 ] [ 10 ] |

### Staffel 2
| Ausgabe | Datum         | Zuschauer | Zuschauer       | Marktanteil | Marktanteil     | Quelle        |
| Ausgabe | Datum         | Gesamt    | 14 bis 49 Jahre | Gesamt      | 14 bis 49 Jahre | Quelle        |
| ------- | ------------- | --------- | --------------- | ----------- | --------------- | ------------- |
| 1       | 28. Juni 2022 | 1,16 Mio. | 0,39 Mio.       | 6,2 %       | 9,8 %           | [ 11 ] [ 12 ] |
| 2       | 5. Juli 2022  | 1,00 Mio. | 0,34 Mio.       | 5,4 %       | 8,4 %           | [ 13 ] [ 14 ] |
| 3       | 12. Juli 2022 | 1,06 Mio. | 0,33 Mio.       | 5,4 %       | 7,3 %           | [ 15 ] [ 16 ] |
| 4       | 19. Juli 2022 | 1,13 Mio. | 0,34 Mio.       | 6,5 %       | 9,1 %           | [ 17 ] [ 18 ] |